# Huy (Virrey de Kush)
Huy fue virrey de Kush bajo Ramsés II y por lo tanto uno de los funcionarios más importantes y poderosos de su tiempo. Siguiendo las diversas fuentes, es posible reconstruir su carrera: inicialmente fue alcalde de Tjaru (Pi-Ramsés), siendo luego ascendido a "Mariscal". Más tarde, fue nombrado "Gobernador de Canaán", entonces provincia egipcia; en el año 1256 a. C., en el ejercicio de sus funciones como tal, fue enviado a Hati, donde recogió a Maathornefrura, hija del rey Hattusili III, y la acompañó a Egipto, para contraer matrimonio con el faraón. Un año después, el 35 del reinado de Ramsés, recibió el cargo de Virrey de Kush, con los títulos de "Hijo del Rey en Kush", "Portador del abanico a la derecha del Rey" y "Mensajero del Rey".

## Testimonios de su época
Su nombre figura en diez registros, entre los que se encuentran cinco inscripciones de roca en la zona de Asuán, una estatua, una estela, la jamba de una puerta, un dintel y un texto cuneiforme. Se desconoce dónde está su tumba.